# آرامش در حضور دیگران (فیلم)

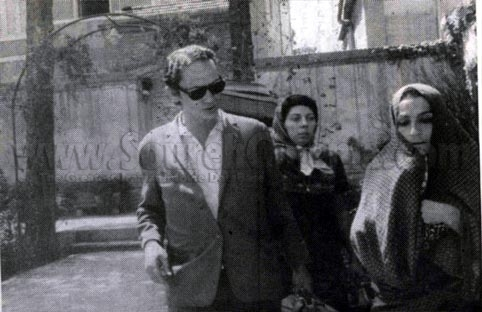
مهری مهرنیا (راست) - ثریا قاسمی (وسط) - اکبر مشکین (چپ) در فیلم آرامش در حضور دیگران

آرامش در حضور دیگران فیلمی سینمایی به نویسندگی و تهیه‌کنندگی و کارگردانیِ ناصر تقوایی در سال ۱۳۴۹ است.
آرامش در حضور دیگران نخستین فیلم بلند ناصر تقوایی است که در سال ۱۳۴۹ ساخته و توقیف شد و در نهایت پس از چهار سال وقفه در سال ۱۳۵۲ به نمایش درآمد. آرامش در حضور دیگران پس از نمایش محدودی که در جشن هنر شیراز (شهریور ۱۳۴۹) داشت، بایگانی شد و پس از چهار سال سرانجام از ۲۲ فروردین ۱۳۵۲ در سینما کاپری تهران به نمایش درآمد و با استقبال تماشاگران و منتقدان مواجه شد اما با اعتراض جامعهٔ پرستاران نمایشش برای همیشه متوقف شد. فیلم‌نامه این فیلم را تقوایی براساس داستان آرامش در حضور دیگران از مجموعهٔ «واهمه‌های بی‌نام‌ونشان» نوشتهٔ غلامحسین ساعدی نوشته است.
این فیلم در نظرسنجی منتقدان و نویسندگان ماهنامه سینمایی فیلم به عنوان یکی از بهترین فیلم‌های تاریخ سینمای ایران انتخاب شده است.

## خلاصه داستان
سرهنگ بازنشسته‌ای که پس از فوت همسرش با معلم جوانی به نام منیژه ازدواج کرده و در شهرستان زندگی می‌کند، مرغداری‌اش را می‌فروشد و به پایتخت بازمی‌گردد تا در کنار دخترانش ملیحه و مه‌لقا زندگی کند. دخترها زندگی بی بندوباری دارند.
آمنه، کلفت خانه، می‌کوشد این را از چشم پدرشان پوشیده نگه دارد. پدر از وضع زندگی دخترها آزرده خاطر است و بیش از پیش به الکل پناه می‌برد. ملیحه، دختر بزرگ‌تر، که از برخوردهای نامزدش سپانلو به تنگ آمده، با بریدن رگ دستش خودکشی می‌کند و مه‌لقا، که آبستن است، به ازدواجی ناخواسته با علی تن می‌دهد. سرهنگ دچار جنون می‌شود و منیژه او را به کمک مسعود و آتشی در آسایشگاه روانی بستری می‌کند و مراقبت از او را به عهده می‌گیرد.

## بازیگران
- اکبر مشکین در نقش سرهنگ
- ثریا قاسمی در نقش منیژه
- پرتو نوری‌علا در نقش ملیحه
- محمدعلی سپانلو در نقش سپانلو
- لیلا بهاران در نقش مه‌لقا
- علی نراقی در نقش علی
- منوچهر آتشی در نقش آتشی
- مهری مهرنیا در نقش آمنه
- مسعود اسداللهی در نقش مسعود